# Antônio Rodrigo Nogueira
Antônio Rodrigo Nogueira (Vitória da Conquista, 2 juni 1976), ook bekend onder zijn bijnaam Minotauro, is een Braziliaans voormalig MMA-vechter. Hij was van november 2001 tot maart 2003 Pride-kampioen in het zwaargewicht. Hij is de tweelingbroer van MMA-vechter Antônio Rogério Nogueira.

## Carrière
Nogueira begon zijn carrière bij de Brazilian Top Team en vocht aanvankelijk voornamelijk in Japan. Hij won zijn eerste grote titel tijdens het King of Kings-toernooi in 2000. In november 2001 won Nogueira de Pride Heavyweight Championship na het verslaan van Heath Herring. Vervolgens boekte hij overwinningen op onder meer Bob Sapp, Semmy Schilt en Dan Henderson. In maart 2003 verloor hij van Fjodor Jemeljanenko op punten en moest hij de titel afstaan. In november 2003 won hij de interim-titel na het verslaan van Mirko Filipović middels submissie (armklem). In de 2004 Pride Heavyweight Grand Prix-finale ontmoetten Nogueira en Jemeljanenko elkaar opnieuw. De wedstrijd werd gestopt doordat Jemeljanenko een snee had en niet door kon gaan door een toevallige kopstoot, waardoor de wedstrijd tot een no contest werd verklaard. Vier maanden later verloor Nogueira opnieuw van Jemeljanenko, op punten in de derde wedstrijd. 
In 2007 verhuisde Nogueira naar de Ultimate Fighting Championship. In februari 2008 won hij de UFC interim-titel in het zwaargewicht na het verslaan van Tim Sylvia. In hetzelfde jaar verloor hij deze titel aan Frank Mir en werd hij voor de eerste keer in zijn carrière knock-out geslagen. In augustus 2009 versloeg hij Randy Couture middels een beslissing in een gevecht dat door de UFC werd bekroond tot Fight of the Year. Het werd steeds duidelijker dat Nogueira de nieuwe generatie zwaargewichtvechters in de UFC niet meer kon bijhouden. In februari 2010 verloor hij van Cain Velasquez op knock-out. Hij had zijn laatste gevecht in augustus 2015, waarin hij verloor van Stefan Struve middels een beslissing.